# Iga Biva
Iga Biva (Eega Beeva), de son nom complet Pitipopome Papoépapapo Papounépapapou Poupoupapépé, est un personnage de bande dessinée appartenant à la Walt Disney Company. Apparu dans les bandes dessinées Disney et présent dans l'univers de Mickey Mouse, il a été créé par le dessinateur Floyd Gottfredson. Il apparaît pour la première fois dans The Man of Tomorrow publié entre le 22 septembre et 27 décembre 1947. Dave Smith donne pour sa part la date du 26 septembre 1947.
Floyd Gottfredson fait du personnage l'une des vedettes du comic strip Mickey Mouse, le faisant devenir le principal comparse de Mickey aux dépens de Dingo. En juillet 1950, il finit cependant par le retirer de la série. Iga Biva a par la suite été négligé par les auteurs américains ; les auteurs européens — principalement italiens — et sud-américains ont par contre continué à l'utiliser de manière régulière.

## Caractéristiques du personnage
Iga Biva est un homme du futur (tel que l'humanité apparaîtra dans mille ans), ami de Mickey et de Dingo. Mickey le découvre dans une caverne : aucune explication n'est alors donnée à sa présence à notre époque. Des histoires ultérieures le présenteront comme un explorateur du temps, et le feront revenir, en compagnie de Mickey, dans son époque d'origine. Petit — il est de la même taille que Mickey — et filiforme, il est la plupart du temps vêtu uniquement d'une sorte de pagne. Sa tête, d'abord de forme triangulaire, évolue ensuite sous le crayon de Gottfredson vers une forme plus ou moins aplatie, conservée par les autres dessinateurs, tandis que ses mains ressemblent à des moufles. Contrairement à la plupart des autres personnages des bandes dessinées Disney, il n'a pas de caractéristiques animales.
Son nom véritable est Pitipopome Papoépapapo Papounépapapou Poupoupapépé [en Anglais: Pittisborum Psercy Pystachi Pseter Psersimmon Plummer-Push]. Il est tellement imprononçable, particulièrement avec la diction insolite d'Iga, que le répéter deux fois le laisse à bout de souffle, et génère une pluie de postillons contraignant Mickey à se protéger derrière un parapluie. « Iga Biva » est le nom plus commode dont le rebaptisera alors Mickey, basé sur les deux espèces d'onomatopées qu'il prononce fréquemment avant d'apprendre à parler la langue du « Présent ». Dans les histoires en V.O., Iga Biva se distingue en effet par une diction étrange, consistant à placer des P devant certains mots : sa « pfaçon pfarticulière de pfrononcer » est une source de gags récurrents. Les auteurs et traducteurs italiens restituent cette diction, tandis qu'elle est absente de nombreuses traductions françaises, qui le font s'exprimer normalement ; la traduction publiée en 2013 par Glénat redonne à Iga Biva une prononciation particulière, mais différente de l'originale, en lui faisant amalgamer certains mots et syllabes.
À partir des années 1970, les histoires publiées par Mondadori/Disney Italia ne le présentent plus comme un « homme de l'an 2000 » mais comme un extraterrestre, les auteurs et traducteurs italiens ayant jugé que cette description convenait mieux à son physique. Cette tradition est reprise en France, notamment par le scénariste Jim Lainé, tandis qu'aux États-Unis, Iga Biva demeure un homme du futur. Les auteurs italiens finissent par revenir, dans les années 2000, à la première définition du personnage.
Iga Biva est un être particulièrement attachant qui aide Mickey et Dingo à résoudre des enquêtes. Bien que son comportement paraisse souvent incongru, du fait de sa méconnaissance de la société du XXe siècle, Iga Biva est un savant génial, capable de mettre au point des appareils révolutionnaires. Il possède un animal de compagnie, une sorte de chien au corps filiforme, nommé Pflip. Lors de sa première apparition, il présente à Mickey une photo de sa fiancée, mais celle-ci n'apparaît ensuite dans aucune histoire : il a eu, en fonction des auteurs, plusieurs fiancées successives venues de son époque. Dans une histoire brésilienne, il a également une tante, Marocas, un oncle, Bonifácio et deux neveux, Teco et Tuca.
Dans la version américaine, Iga Biva se nourrit d'abord de plumes de pigeon ; rapidement, il les remplace par des kumquats marinés (ou confits, selon les traductions), qu'il est le seul à trouver mangeables. Dans la traduction italienne, les kumquats ont été remplacés par des boules de naphtaline : le traducteur italien de l'époque semble en effet avoir estimé que les kumquats n'évoqueraient rien au lecteur, et a accentué le gag en remplaçant un aliment peu appétissant par un autre, non seulement immangeable mais non-comestible. Ce régime alimentaire à base de naphtaline s'est ensuite perpétué dans l'ensemble des histoires italiennes mettant en scène Iga Biva - qui représentent la majorité des épisodes avec le personnage - et dans les traductions françaises de celles-ci. Lors de la réédition par Glénat, en 2013, des premiers épisodes de Floyd Gottfredson, la nouvelle traduction française a par contre privilégié la fidélité à la version originale, en lui faisant manger des kumquats.
Iga Biva a comme autres particularités de dormir sur un montant de lit et de pouvoir ranger des tonnes d'objets divers et variés dans les « poches abyssales » de son pagne minuscule. Malgré sa petite taille et son physique maigrelet, il est d'une force physique surprenante. Il est également particulièrement intelligent, bien qu'assez naïf en général. Son origine extraterrestre – ou sa nature d'homme du futur – lui confère des capacités physiques « surnaturelles ». Il est également allergique à l'argent, particulièrement aux billets de banque.

## Œuvres avec Iga Biva
Depuis 1947, Iga Biva est apparu dans plusieurs centaines d'histoires. Le site INDUCKS recense en 2008 selon les pays et les producteurs :
- États-Unis : Strips quotidiens : 15 histoires
- Italie : Mondadori / Disney Italia : 196 histoires
- Danemark : Gutenberghus / Egmont : 11 histoires
- France : Édi-Monde / Disney Hachette Presse : 19 histoires
- Brésil : Abril : 23 histoires
- Royaume-Uni: 10 histoires

Il apparaît dans la série Mickey à travers les mondes.